# Paola Toyos
María del Pilar Toyos Scatolini (Ciudad de México, 27 de septiembre de 1974), conocida como Paola Toyos, es una actriz mexicana. En sus inicios fue integrante de la banda pop mexicana Garibaldi.

## Filmografía

### Telenovelas
- 2025: Juegos de amor y poder ... Rebeca
- 2024: Mi amor sin tiempo  ... Genoveva[1]
- 2024: La historia de Juana ... Lic Severiana
- 2024: El extraño retorno de Diana Salazar ... Ana[2]
- 2023: Pienso en ti ... Agripina "Pina" López
- 2022: Mi secreto ... Tania
- 2022: Los ricos también lloran ... Matilde[3]
- 2021: Si nos dejan ... Prudencia Bejarano
- 2021: Quererlo todo ... Nadia Rodríguez
- 2021: Fuego ardiente ... Psicóloga
- 2020: Rubí ... Keka Gallardo
- 2019 - 2020: El Dragón: el regreso de un guerrero ... Carmen
- 2019: Soltero con hijas ... Fernanda
- 2017: Mi marido tiene familia ... Begoña Bustamante
- 2016: Sueño de amor ... Edna
- 2013: La tempestad ... Tina
- 2010: Amar de nuevo ... Luisina
- 2009: Pobre millonaria ... Diana Eloísa
- 2008: El juramento ... Sheila
- 2007: Sin vergüenza ... Paloma
- 2006: Mi vida eres tú ... Raquel
- 2005: Ljubav u zaledju ... Alejandra Castillo
- 2005: Nunca te diré adiós ... Maky
- 2004: Mujer de madera ... Susana
- 2003: Clap!... El lugar de tus sueños ... Toribia
- 2001: Atrévete a olvidarme ... Eleuteria
- 1999: Alma rebelde ... Bruna

### Programas de televisión
- 1991: TVO

## Series
- 2023: Esta historia me suena ... (1 episodio)[4]
- 2022: Mujeres asesinas ... Madre de Angelica[5]
- 2007: Decisiones ... Vera (1 episodio)

## Teatro
- 2015: Hoy no me puedo levantar (México) ... Malena